# سیارک ۱۰۶۹
سیارک ۱۰۶۹ (به انگلیسی: 1069 Planckia، نامگذاری:1927BC) هزار و شصت و نهمین سیارک کشف شده‌است که در ۲۸ ژانویه ۱۹۲۷ و در هایدلبرگ کشف شد.
قدر مطلق سیارک برابر ۹٫۳۰ است.